# Lee Paul Sieg
Lee Paul Sieg (Marshalltown, 1879. október 7. – Seattle, 1963. október 8.) a Washingtoni Egyetem egykori rektora.

## Élete és pályafutása
Sieg 1879-ben született az Iowa állambeli Marshalltownban. Diplomáit az Iowai Egyetemen szerezte.
Egykor a Pittsburghi Egyetem Tanítóképzői Főiskolájának dékánja, 1934 és 1946 között pedig a Washingtoni Egyetem rektora volt. A második világháborút követően a 9066-os elnöki rendelet értelmében a japánokat internálták; a rektor számos hallgatójának segített a nyugati parton kívül eső egyetemre átjelentkezni, amivel megmenekülhettek az áttelepítés elől.
Sieg 1963-ban, 84 évesen hunyt el; sírhelye Pittsburghben található.

## Fordítás
- Ez a szócikk részben vagy egészben  a   Lee Paul Sieg című angol Wikipédia-szócikk ezen változatának fordításán alapul.  Az eredeti cikk szerkesztőit annak laptörténete sorolja fel. Ez a jelzés csupán a megfogalmazás eredetét és a szerzői jogokat jelzi, nem szolgál a cikkben szereplő információk forrásmegjelöléseként.